# THUNDERBIRD
《THUNDERBIRD》是T.M.Revolution在1998年10月7日发行的单曲。是自身的第九张单曲。唱片由日本索尼音乐娱乐(Epic Records Japan)代理发行。

## 概要
- T.M.Revolution的首张抒情单曲。
- PV方面，与前作《HOT LIMIT》的奇装异服完全不同，这次是黑色衬衫和黑色领带的简单搭配，
- 《UNDER:COVER》人气投票第6位。
- 以这首歌继去年后再次在紅白歌合戦上、穿着仿佛在和对战对手小林幸子对抗一般的华丽衣装登场。(顺带一提，05年的红白上，与小林幸子依然为对抗对手。)
- 歌曲的作词者井上秋緒在杂志上发表了此曲所包含的故事的小说。
- 动画导演福田己津央非常喜欢这首歌，这也成为了T.M.Revolution与《机动战士高达SEED》（2002年）合作的契机。本曲(专辑《The Force》版本)也再次被收录在与《机动战士高达SEED》相关联的专辑《coordinate》中。
- 后制作人同样为浅倉大介的女歌手Fayray翻唱了c/w《(Untouchable Girls)》。

## 收录曲目
| CD       | CD                                    | CD       | CD       | CD       | CD    |
| 曲序     | 曲目                                  |          | 作曲     | 編曲     | 时长  |
| -------- | ------------------------------------- | -------- | -------- | -------- | ----- |
| 1.       | THUNDERBIRD                           | 井上秋緒 | 浅倉大介 | 浅倉大介 | 4:53  |
| 2.       |                                       | 井上秋緒 | 浅倉大介 | 浅倉大介 | 4:17  |
| 3.       | THUNDERBIRD〜ORIGINAL BACKING TRACK〜 |          |          | 浅倉大介 | 4:52  |
| 总时长： | 总时长：                              | 总时长： | 总时长： | 总时长： | 14:02 |

## 收录专辑

### 原创专辑
- The Force（#1、#2 Album Ver.）

### 混音专辑
- DISCORdanza Try My Remix 〜Single Collections（#2 You're Damm Touchable K-Mix）

### 精选集
- B★E★S★T（#1）
- The Complete Single Collection of T.M.Revolution 1000000000000 -billion-（#1）
- UNDER:COVER（#1）